# 漆酚
漆酚（英語：Urushiol）是一種漆樹科植物樹脂（特別是漆樹屬的漆樹所產的生漆）中所含有機化合物。對大部分人類來說，漆酚都是一種過敏原，會造成皮膚起泡及過敏性皮炎等強烈過敏反應。

## 特征
它是一種棕黃色液體，比重0.968，沸點200 °C（392 °F），溶於乙醇、乙醚和二甲苯等有機溶劑。
漆酚是由許多種密切相關的有機化合物的混合物。 每一種都由在3位被具有15或17個碳原子的烃鏈取代的邻苯二酚組成。 烴基可以是飽和的或不飽和的。 混合物的確切組成因植物來源而異。西方毒橡樹(Toxicodendron diversilobum)漆酚主要含有具有C17側鏈的邻苯二酚， 毒藤和毒漆樹主要含有具有C15側鏈的邻苯二酚。

## 外部連接
- Poison Oak （页面存档备份，存于），Wayne's Word
- Effectiveness of Toxicodendron dermatitis barrier preparations – PubMed – NCBI （页面存档备份，存于）
- Reduce poison ivy dermatitis with the following steps – Deseret News （页面存档备份，存于）
- The Poison Ivy Tutorial （页面存档备份，存于）
- NIH Toxnet （页面存档备份，存于）